# Alban Casterman
Pour les articles homonymes, voir Casterman (homonymie).
Alban Casterman est un acteur français né le 28 octobre 1975 à Lille (Nord).

## Biographie
Alban Casterman a été formé au Conservatoire royal de Mons en Belgique et au Conservatoire à rayonnement régional de Lille en France, avant de s'inscrire au cours d’art dramatique de Jean Périmony à Paris.

### Carrière
Alban Casterman commence sa carrière en 2001, et enchaîne rapidement des rôles au cinéma, à la télévision et au théâtre notamment avec Jean-Michel Ribes pour les Brèves de comptoir au théâtre puis au cinéma, Laurent Tirard pour Molière et Astérix et Obélix : Au service de Sa Majesté, Olivier Dahan qui l'a dirigé dans La Môme et Grace de Monaco et Cécile Telerman qui lui a offert une apparition dans Les Yeux jaunes des crocodiles.
Il joue le rôle du juge Wagner pendant plusieurs saisons d'Engrenages. Il joue également dans des spots publicitaires et au théâtre où il a notamment participé aux Brèves de comptoir de Jean-Michel Ribes à Paris puis lors d'une tournée en province.

## Filmographie

### Cinéma

#### Longs métrages
- 2001 : Les Histoires d'A de Nicolas Brisson[2]
- 2004 : Les Fautes d'orthographe de Jean-Jacques Zilbermann
- 2004 : Podium de Yann Moix
- 2005 : Anthony Zimmer de Jérôme Salle : le jeune douanier
- 2007 : Écoute le temps d'Alanté Kavaïté : l'adjudant
- 2007 : Molière de Laurent Tirard
- 2007 : La Môme d'Olivier Dahan : Charles Aznavour
- 2008 : Les Liens du sang de Jacques Maillot : le planton
- 2008 : Disco de Fabien Onteniente : le facteur
- 2008 : Mes stars et moi de Lætitia Colombani : le stagiaire régie
- 2010 : Le Baltringue de Cyril Sebas : le stagiaire du parking
- 2009 : La femme invisible (d'après une histoire vraie) de Agathe Teyssier : Henri
- 2009 : Eden à l'ouest de Costa-Gavras : le garçon de café
- 2011 : Rendez-vous avec un ange d'Yves Thomas et Sophie de Daruvar : le chasseur à l'hôtel
- 2012 : Astérix et Obélix : Au service de sa Majesté de  Laurent Tirard : la sentinelle anglaise
- 2014 : Grace de Monaco d'Olivier Dahan : Un producteur à Hollywood
- 2014 : Les Yeux jaunes des crocodiles de Cécile Telerman : Lucien Plissonnier
- 2014 : Brèves de comptoir de Jean-Michel Ribes : Monsieur Jean
- 2014 : Le Grimoire d'Arkandias de Julien Simonet & Alexandre Castagnetti : Monier fils
- 2015 : Arrête ton cinéma ! de Diane Kurys : Alphonse
- 2017 : Vincent et la fin du monde de Christophe Van Rompaey : policier
- 2018 : Mademoiselle de Joncquières d'Emmanuel Mouret : Le premier valet du marquis
- 2021 : Stillwater de Tom McCarthy : manager
- 2022 : Le Temps des secrets de Christophe Barratier
- 2022 : Les SEGPA de Hakim et Ali Boughéraba : Le prof d'histoire
- 2025 : Le Jour G de Claude Zidi Jr. : Radius

#### Courts métrages
- 2003 : Opération Babouchka de Vladimir Rodionov
- 2003 : Une aurore comme une autre de Charles Durot
- 2004 : La Valeur des choses de Thierry Simonin
- 2004 : Peu importe de Laurent Bouhnik
- 2004 : Pour l'honneur de Charles Durot
- 2005 : À consommer froid de préférence de Laurent Tirard : le jeune handicapé
- 2009 : Le Feuillu de Rémy Cayuela : Henry

### Télévision

#### Téléfilms
- 2008 : Baptêmes du feu de Philippe Venault : le locataire
- 2009 : La Mort n'oublie personne de Laurent Heynemann : Soudan
- 2017 : Les Crimes silencieux de Frédéric Berthe : le responsable de archives
- 2018 : Jusqu'à ce que la mort nous unisse de Delphine Lemoine : Hervé
- 2019 : Brûlez Molière ! de Jacques Malaterre : Jean de La Fontaine
- 2019 : Meurtres à Tahiti de François Velle : Denis Martin
- 2024 : Meurtres à Arles d'Octave Raspail : le légiste

#### Séries télévisées
- 2006 : Diane, femme flic : le jeune agent (saison 4, épisode 3)
- 2006 : L'Affaire Villemin : Didier Villemin
- 2006 : Navarro : Puget, de l'IGS (saison 18, épisode 6)
- 2007 : Chez Maupassant : Histoire d'une fille de ferme : le jeune paysan (épisode 1)
- 2007 : Brigade Navarro : le brigadier Bigne (saison 1, épisode 2)
- 2008 : Joséphine, ange gardien : Hervé (saison 12, épisodes 3 et 4)
- 2008-2018 : Engrenages : le juge Wagner
- 2009 : Les Petits Meurtres d'Agatha Christie (épisode : Les Meurtres ABC) d'Éric Woreth
- 2009 : PJ : Dumond (saison 13, épisode 1)
- 2009 : Les toqués : Jérémy (3 épisodes)
- 2010 : Le Roi, l'Écureuil et la Couleuvre de Laurent Heynemann : Jean de La Fontaine (3 épisodes)
- 2011 : R.I.S Police scientifique : Pierre Lafosse (saison 6, épisode 8)
- 2012 : Des soucis et des hommes : Arnaud (5 épisodes)
- 2012-2013 : Fais pas ci, fais pas ça : Jean-André  (saisons 5 et 6)
- 2013 : Section de recherches : Fred Colbert (saison 7, épisode 10)
- 2013 : Joséphine, ange gardien : Damien (saison 14, épisode 1)
- 2013 : Scènes de ménages : un ami de Cédric et Marion
- 2014 : Camping Paradis : Denis (saison 6, épisode 3)
- 2015 : Falco : Psychiatre (saison 3, épisode 10)
- 2015 : La Vie devant elles de Gabriel Aghion
- 2016 : Commissariat central : le peureux (saison 1)
- 2017 : Dix pour cent : serveur de la brasserie (saison 2, épisode 3)
- 2017 : Mongeville : Daniel (saison 5, épisode 1 : " Parfum d'amour")
- 2017 : Baron noir : Brunel (saison 2)
- 2017 : Al Dorsey, détective privé : Al Dorsey (saison 1)
- 2018 : Les Petits Meurtres d'Agatha Christie : Jean Olivier (saison 2, épisode 21)
- 2018 : Scènes de ménages : ça s'enguirlande pour Noël : Benoît, le cousin de Camille
- 2019 : La Stagiaire : Jean-Christophe Francart (saison 4, épisode 8)
- 2019 : Caïn de Bertrand Arthuys : Hervé Vautrin (saison 7, épisode 1 et 2)
- 2019 : Les Petits Meurtres d'Agatha Christie : Ted Gautier (saison 2, épisode 25)
- 2019 : Meurtres à Tahiti de François Velle : Denis Martin
- 2019 : Kepler(s) : conducteur de bulldozer (saison 1, épisode 5
- 2020 : Plus belle la vie : Didier Lanski (saison 16)
- 2020 : De Gaulle, l’éclat et le secret de François Velle (mini-série) : Philippe Leclerc de Hauteclocque
- 2021-2023 : Tandem : lieutenant Célestin Morel
- 2021 : Le Code de Jean-Christophe Delpias : Ludovic Tixier
- 2022 : L'Art du crime, épisode Munch : Edvard Munch
- 2023 : Tout cela je te le donnerai : Capitaine Bresson
- 2024 : Le Voyageur (épisode Le Danseur de verre) : Olivier
- 2025 : Étoile : Louis

## Théâtre
- 2001 : Antigone de Jean Anouilh, mise en scène par Didier Cousin : Hémon
- 2004 : Un fil à la patte de Georges Feydeau, mise en scène par Jean Périmony : Bouzin
- 2004 : Le Mariage forcé de Molière, mise en scène  par Gaël Abespy : Alcantor et Alcidas
- 2005 : Comment ça va moi ? de Julien Gaetner, mise en scène. par Stéphan Duclot
- 2010 : Brèves de comptoir de Jean-Marie Gourio, mise en scène Jean-Michel Ribes au Théâtre du Rond-Point puis en tournée à travers la France et la Belgique